# محطة روك بوينت للطاقة النووية

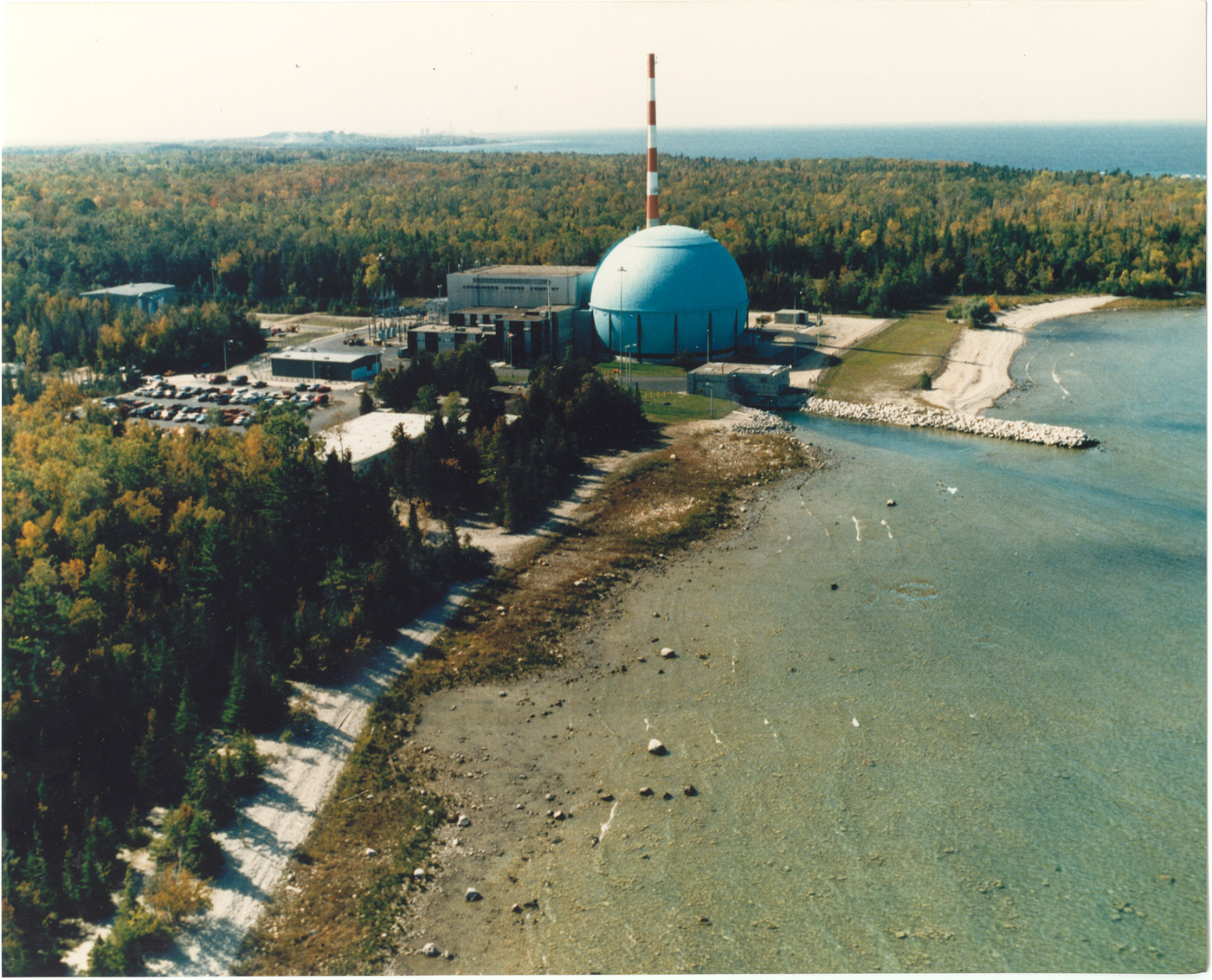
محطة روك بوينت للطاقة النووية

محطة روك بوينت للطاقة النووية هي محطة للطاقة النووية بولاية ميشيغان بالولايات المتحدة.

## نبذة
تم تشغيل محطة روك بوينت (الصخرة الكبيرة) من عام 1962 إلى عام 1997 وكانت تملكها وتشغلها شركة كونسيمر للطاقة والمعروفة الآن باسم مستهلكو الطاقة.

## الطاقة
تم تصنيع مفاعل الماء المغلي بواسطة شركة جنرال إلكتريك (GE) وكان قادر على إنتاج 67 ميجاوات من الكهرباء.